# Sivatagi pirók
A sivatagi pirók vagy sínai pirók (Carpodacus synoicus) a madarak osztályának verébalakúak (Passeriformes) rendjébe és a pintyfélék (Fringillidae) családjába tartozó faj. Jordánia nemzeti madara.

## Rendszerezése
A fajt Coenraad Jacob Temminck holland arisztokrata és zoológus írta le 1825-ben, a Pyrrhula nembe Pyrrhula synoica néven.

## Előfordulása
A Sínai-félszigeten, Egyiptom, Izrael, Jordánia, Palesztina és Szaúd-Arábia területén honos. Természetes élőhelyei a szubtrópusi vagy trópusi gyepek és sivatagok, sziklás környezetben. Állandó, nem vonuló faj.

## Megjelenése
Testhossza 16 centiméter, szárnyfesztávolság 25-27 centiméter, testtömege 17-23 gramm.
|  |

## Természetvédelmi helyzete
Az elterjedési területe rendkívül nagy, egyedszáma pedig stabil. A Természetvédelmi Világszövetség Vörös listáján nem fenyegetett fajként szerepel.